# Ximenia
Ximenia é um género de plantas com flores na família Olacaceae. O nome genérico homenageia Francisco Ximénez, um sacerdote espanhol.

## Espécies seleccionadas
- Ximenia americana L.
- Ximenia caffra Sond.
- Ximenia coriacea Engl.
- Ximenia roigii León[2]

### Anteriormente parte do género
- Balanites aegyptiaca (L.) Delile (como X. aegyptiaca) L.[2]